# Comparación de la Gran Recesión y la Gran Depresión
La comparación entre la Gran Recesión y la Gran Depresión explora las experiencias de los Estados Unidos, el Reino Unido e Irlanda.
El 17 de abril de 2009, el director del FMI Dominique Strauss-Kahn, dijo que existía la posibilidad de que algunos países no pudiesen poner en práctica políticas adecuadas para evitar los mecanismos de retroalimentación que podrían llevar a convertir la recesión en una depresión. "La caída libre de la economía mundial podría estar comenzando a disminuir, con una incipiente recuperación en el 2010, pero esto depende en gran medida de que se adopten las políticas adecuadas en la actualidad." El FMI señaló que a diferencia de la Gran Depresión, esta recesión se sincronizó por la integración global de los mercados. Este tipo de recesiones sincronizadas tienden a durar más que las típicas crisis económicas y tienen recuperaciones más lentas.
El economista jefe del Fondo Monetario Internacional, el Dr. Olivier Blanchard, indicó que el porcentaje de trabajadores despedidos por períodos largos habría ido en aumento con cada recesión desde hace décadas, pero las cifras se habrían disparado en esta recesión de fines del siglo XX. "El desempleo de largo plazo es muy elevado: en los EE.UU., la mitad de los desempleados han estado sin trabajo durante más de seis meses, algo que no hemos visto desde la Gran Depresión". El FMI también indicó que podría existir una la relación entre la creciente desigualdad dentro de las economías occidentales y la caída de la demanda. La última vez que la brecha de riqueza llegó a tales extremos sesgados fue en 1928-1929.